# Jimmie Ward
James Ward, detto Jimmie (Mobile, 18 luglio 1991), è un giocatore di football americano statunitense che milita nel ruolo di safety per gli Houston Texans della National Football League (NFL). Fu scelto come 30º assoluto nel Draft NFL 2014. Al college ha giocato a football alla Northern Illinois University.

## Carriera

### San Francisco 49ers
Ward fu scelto come 30º assoluto nel Draft 2014 dai San Francisco 49ers. Il 22 maggio firmò un contratto quadriennale con la franchigia. Debuttò come professionista partendo come titolare nella vittoria della settimana 1 contro i Dallas Cowboys mettendo a segno un tackle. La sua prima stagione si chiuse in anticipo quando fu inserito in lista infortunati nella settimana 10 per un problema a un piede.
Il 2 febbraio 2020 Ward partì come titolare nel Super Bowl LIV in cui guidò la sua squadra con 10 tackle e un fumble forzato ma i 49ers furono sconfitti per 31-20 dai Kansas City Chiefs.
Il 16 marzo 2020, Ward firmò un rinnovo contrattuale triennale del valore di 28,5 milioni di dollari.

### Houston Texans

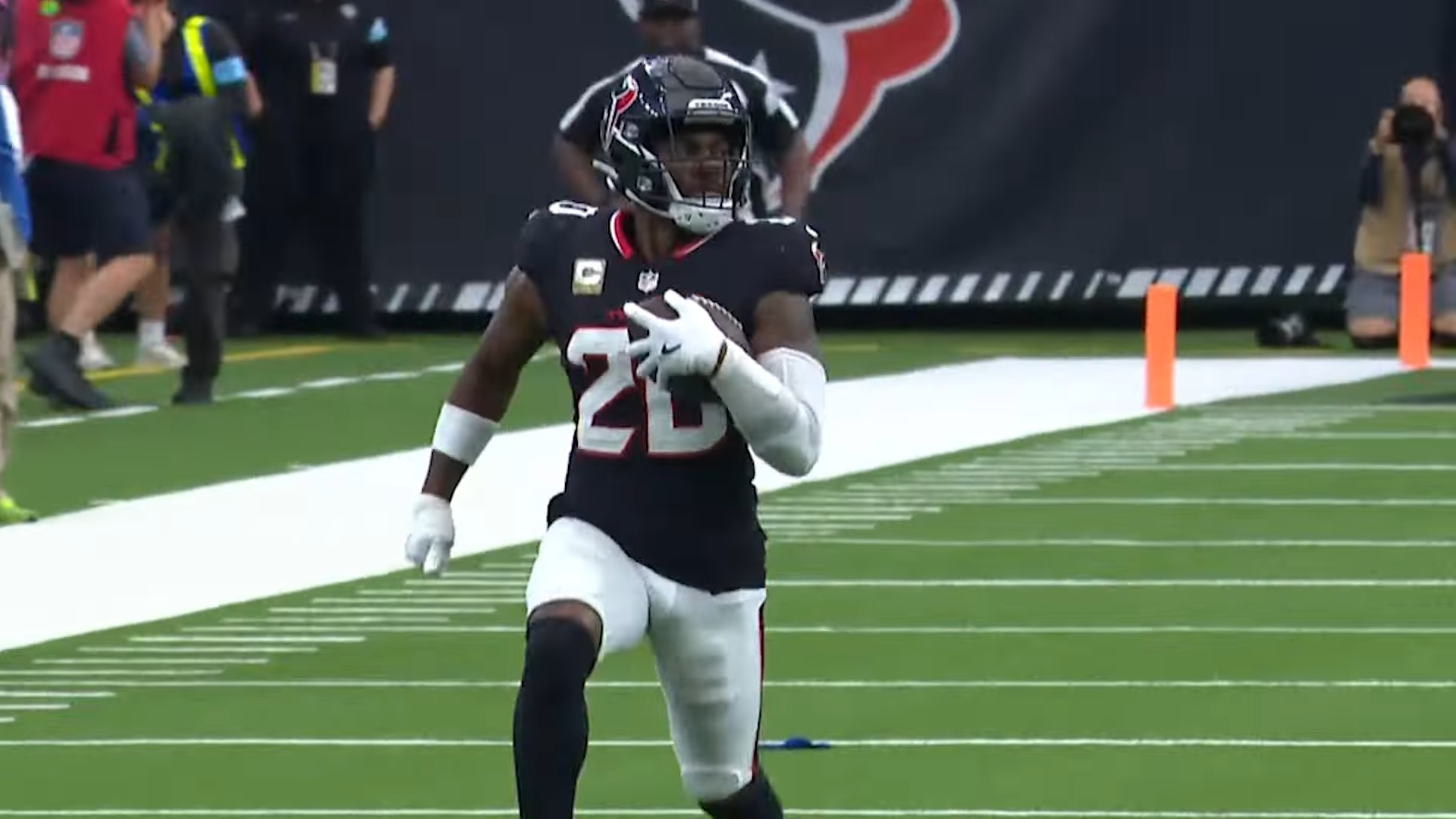
Ward nel 2024

Il 18 marzo 2023 Ward firmò un contratto biennale con gli Houston Texans. Nella settimana 13 mise a segno su Russell Wilson dei Denver Broncos l'intercetto decisivo nel quarto periodo che chiuse la partita in favore dei Texans.

## Palmarès
- National Football Conference Championship: 1

San Francisco 49ers: 2019